# Idaea imbecilla
Idaea imbecilla là một loài bướm đêm trong họ Geometridae.